# Горы Вильгельмина
Горы Вильгельмина (нидерл. Wilhelminagebergte) — горных хребет в центре Суринама, растянувшийся на 113 км с запада на восток. Основные вершины: высшая точка страны гора Юлиана (1230 м), гора Тафелберг (1026 м). Хребет является частью Гвианского нагорья, заметно поднимаясь над сглаженном фоне.
Горы названы в честь нидерландской королевы Вильгельмины.